# Consus
 (avril 2021).
Le dieu latin Consus a été rapproché du dieu grec Poséidon Hippios des Grecs en raison des courses de chevaux et de chars qui avaient lieu en l'honneur du dieu romain, comme à la fête du dieu grec. Mais rien n'autorise à croire que ces deux divinités aient eu rien de commun.
Une autre opinion erronée est celle des écrivains anciens qui ont cherché l'origine du nom de Consus dans le mot consilium (« conseil »), en lui attribuant un rôle de conseiller sans doute issu de l’inscription gravée sur son autel même : Consus consilio, Mars duello, Lares coillo potentes.
La plupart des savants modernes refusent d'admettre cette étymologie et pensent que le mot Consus appartient à une tout autre racine que consilium, dérivé de consul. Aujourd'hui les uns rattachent Consus à une racine sanscrite qui aurait donné sero et consero (« semer, planter ») ; de là le dieu Consivius ou Consus, dieu des semailles. La même forme se trouve dans Ops Consivia ou Consiva, qui est également une très ancienne divinité romaine, protectrice des travaux agricoles et intimement liée au culte de Consus. L’épithète est aussi attribué à Saturne, Janus et Terminus. 
D'autres le font dériver de condere (« établir, fonder ») ; c’est le dieu caché, le producteur mystérieux de la vie dans les profondeurs du sol, comme l’indiquait par un clair symbole son autel recouvert de terre. En tout cas, c'est un des plus anciens dieux de Rome. Il est mêlé à l’histoire de la fondation même de la ville : l’enlèvement des Sabines eut lieu pendant que les peuples voisins, conviés par Romulus, assistaient, au moment de la moisson, à la fête pacifique des Consualia. C'est sans doute cet événement qui, plus tard, donna l'idée de considérer Consus comme un dieu conseiller, dont Romulus aurait suivi les inspirations dans cette circonstance mémorable. Mais, en réalité et dans l'origine, c'est simplement un dieu champêtre et agreste, qui convenait bien à la race de bergers et de cultivateurs qui entouraient le fondateur de Rome. À cette époque primitive, il joue un rôle important comme dieu de l'agriculture.
Quelques-uns veulent y voir une divinité infernale, semblable aux divinités chthoniennes des Grecs. Plus tard, avec l'entrée des dieux grecs dans le panthéon romain, il s'efface et devient une sorte de dieu secondaire dont le caractère est plutôt abstrait et intellectuel.

## Culte
Dans l'année on célébrait en son honneur deux fêtes appelées Consualia. L'une avait lieu après les semailles, le 15 décembre, l'autre, celle des moissons, le 21 août.
L’autel de Consus, aussi ancien que la ville même, était placé à l'extrémité est du Circus Maximus, bâti par Tarquin l'Ancien dans la vallée de la Murcia. Il se trouvait tout près des bornes qui marquent le retour dans les courses. Pendant toute l'année, il demeurait couvert de terre pour symboliser l'action mystérieuse et souterraine du dieu qui fait germer la semence et fleurir la moisson. Au jour de fête seulement, on le déblayait pour y offrir un sacrifice et y déposer de pieuses offrandes. Nous n'avons guère de détails que sur les Consualia du mois d'août, celles qui furent le théâtre de l'enlèvement des Sabines. La solennité de la cérémonie atteste l'importance de cette divinité aux premiers temps de Rome. Le flamen Quirinalis, assisté des Vestales, accomplissait lui-même le sacrifice.
Les pontifes présidaient à des courses de chars et de chevaux libres dans le cirque. C'était un jour de liesse; on se livrait à toutes sortes de divertissements champêtres, à des danses, et entre autres à certain jeu où l'on courait sur des peaux de bœuf frottées d'huile, ce qui rappelle l’askolia des Grecs : le souvenir en est conservé dans les plus anciens chants latins. Les animaux employés aux travaux des champs, bœufs, chevaux, ânes et mulets, étaient eux-mêmes associés à ces fêtes ; on les laissait en liberté et on les couronnait de fleurs. Aux Consualia du mois de décembre, quelque temps avant les Saturnales, les bêtes de labour avaient également un jour de repos. D'après Festus, des courses avaient lieu au cirque avec des chars attelés de mulets.
Il est question dans quelques auteurs d'un second emplacement consacré au dieu Consus sous le nom d’aedes Consi, à côté d'une aedes Vortumni ; ce sanctuaire se trouvait sur l'Aventin, mais il est moins ancien que l'autel dont nous avons parlé et il aurait été élevé par C. Papirius Cursor en 461 de Rome (293 av. J.-C.) ou 482 (272 av. J.-C.). On y célébrait aussi une fête en l'honneur du dieu le 12 décembre.

## Sources
- Cet article est largement inspiré de Camenae in Charles Victor Daremberg et Edmond Saglio, Dictionnaire des Antiquités grecques et romaines, p.1484